# Język lidyjski
Język lidyjski – wymarły język z podrodziny anatolijskiej języków indoeuropejskich, którym posługiwali się w VII-I wieku p.n.e. Lidyjczycy, zamieszkujący Lidię – starożytną krainę w zachodniej Azji Mniejszej. Język lidyjski rozwinął się z języka nowohetyckiego. Zachowały się inskrypcje pochodzące z IV wieku p.n.e., spisane alfabetem greckim, a także pismem lidyjskim.